# Revue des patois gallo-romans
La Revue des patois gallo-romans, paru de 1887 à 1893, est un ancien périodique scientifique qui traite de linguistique.

## Histoire
En 1887, Jules Gilliéron, maître de conférences à l’École pratique des hautes études et l’abbé Jean-Pierre Rousselot, chargé de cours d’histoire de la langue française à l’école des Carmes, fondent la Revue des patois gallo-romans. La même année, Émile Blémont et Henry Carnoy, membres de la Société des traditionnistes, fondent la revue La Tradition, organe de la Société. Par ailleurs, Léon Clédat fonde la Revue des patois : recueil trimestriel, consacré à l’étude des patois et anciens dialectes romans de France et des régions limitrophes.
La Revue des patois gallo-romans cessera de paraître en 1893. Jules Gilliéron fondera
le Bulletin de la Société des parlers de France et l’abbé Jean-Pierre Rousselot la revue La Parole et la Revue de phonétique.

## Tomes
- Tome 1, 1887 (Gallica, archive.org)
- Tome 2, 1888 (Gallica, archive.org)
- Tome 3, 1890 (Gallica, archive.org)
- Tome 4, 1891 (Gallica, archive.org)
- Tome 5, 1892 (Gallica, archive.org)